# Centripetális gyorsulás
Centripetális gyorsulásnak nevezzük a fizikában az egyenletes körmozgás gyorsulását, amely a sebesség irányváltoztatásaiból adódik. Általánosabban, így nevezzük azt a gyorsulást, amivel egy testnek gyorsulnia kell ahhoz, hogy egy görbe mentén mozogjon. Nevét onnan kapta, hogy egyenletes körmozgás esetén a gyorsulás merőleges az érintőirányú sebességre, vagyis a kör középpontja (centruma) felé mutat, más szóval sugárirányú (centripetális, centri = középpont, peta = tart valami felé). Iránya általában is merőleges a pálya adott pontbeli érintőjére, és az adott pontbeli simulókör középpontja felé mutat.

## Példák
- Egy kocsi bekanyarodása azért lehetséges, mert hat rá egy erő: a tapadási súrlódási erő, ami a kanyar középpontja felé mutat. Ez az erő a gumiabroncs és az aszfalt közötti súrlódás révén keletkezik. Ha ez az erő hiányzik, akkor a kocsi tehetetlensége miatt egyenes vonalban mozog tovább, és kicsúszik a kanyarból.
- Egy homogén mágneses térben elektronok mozognak a térerő irányára merőlegesen. Ekkor a Lorentz-erő a mozgás és a mágneses tér irányára merőlegesen eltéríti, és körpályára kényszeríti őket. Ebben az esetben a Lorentz-erő centripetális erőként működik.
- A Föld Nap körül keringését a gravitációs erő biztosítja. A Föld pályája kör alakúnak tekinthető; ekkor a centripetális erő megegyezik a gravitációs erővel.

Pontosabban: a Föld nem kör, hanem ellipszis mentén mozog, aminek az egyik fókuszpontjában helyezkedik el a Nap. Ekkor a gravitációs erő iránya egy érintő irányú komponensben eltér a helyi centripetális erőtől. Ezért a bolygó gyorsabban mozog napközelben, mint naptávolban.

## Képletek
A centripetális erő a helyi simulókör középpontja felé mutat. Legyen a mozgó test tömege m, sebességének nagysága v, és a helyi simulókör sugara r. Ekkor a centripetális erő nagysága:
{\displaystyle F_{C}={\frac {m\cdot v^{2}}{r}}}
Az ω nagyságú szögsebességgel:
{\displaystyle \,F_{C}=m\omega ^{2}r}
Jelölje a test távolságát a simulókör középpontjától {\displaystyle {\vec {r}}}, és {\displaystyle {\vec {\omega }}} a test szögsebességét! Ekkor a centripetális erő felírható vektoriális szorzatként:
{\displaystyle {\vec {F_{C}}}=m{\vec {\omega }}\times ({\vec {\omega }}\times {\vec {r}})}
Leosztva a test m tömegével:
{\displaystyle a_{C}={\frac {v^{2}}{r}}}
Az ω nagyságú szögsebességgel:
{\displaystyle a_{C}=\omega ^{2}\cdot r}
Vektoriális szorzatként:
{\displaystyle {\vec {a_{C}}}={\vec {\omega }}\times ({\vec {\omega }}\times {\vec {r}})}
vagy
{\displaystyle {\vec {a_{C}}}={\vec {\omega }}({\vec {\omega }}\cdot {\vec {r}})-|{\vec {\omega }}|^{2}{\vec {r}}}
Az általános esetben mindig csak a pillanatnyi erő, illetve gyorsulás számítható ezekkel a képletekkel. Ha a test körpályán mozog, akkor az erő, és a gyorsulás is csak az irányát változtatja, nagysága állandó.

## Az egyenletes körmozgás során fellépő gyorsulás vizsgálata

### Iránya
A gyorsulás meghatározásához jelöljük a t időpillanatban a P-pontban lévő tömegpont sebességét v-vel (PA-vektor). Δt idő múlva a tömegpont a körpályán P-ből P'-be jut, miközben Δs = r Δφ utat tesz meg. A P'-pontban a tömegpont sebességét jelöljük v'-vel (P'B-vektor). Mivel egyenletes körmozgásról beszélünk, a sebesség nagysága mindkét esetben v. A v' vektort eltolhatjuk a P-pontba és megszerkeszthetjük a Δv = v' – v vektort (AD vektor). Mivel a PA szakasz merőleges az OP szakaszra és a PD szakasz pedig merőleges az OP' szakaszra, ezért a PAD egyenlő szárú háromszög P-nél lévő szöge a Δφ szöggel egyenlő és így az A-nál lévő szög (180° - Δφ)/2. Ha tehát Δt és ezzel együtt Δφ a zérushoz tart, akkor az így adódó {\displaystyle \mathbf {a} =\lim _{\Delta t\to 0}{\frac {\Delta \mathbf {v} }{\Delta t}}} gyorsulásvektor merőleges lesz a P-beli érintőre, vagyis a kör középpontja felé irányul.

### Nagysága
A PAD háromszög AD oldala (Δv vektor hossza) igen kicsiny Δφ esetében:
{\displaystyle |\Delta v|=v\cdot \Delta \phi =v\cdot {\Delta s \over r}} , tehát {\displaystyle {|\Delta v| \over \Delta t}={v \over r}\cdot {\Delta s \over \Delta t}}
ahol r a körpálya sugara.
Mivel a {\displaystyle {\frac {\Delta s}{\Delta t}}} hányados {\displaystyle \Delta t\to 0}-ra {\displaystyle {\frac {ds}{dt}}=v} felé tart, a gyorsulás nagysága: {\displaystyle a={v^{2} \over r}}

### Összefoglalva, képletek
Azt kaptuk tehát, hogy az egyenletes körmozgásnál a gyorsulás a kör középpontja felé irányul és nagysága megegyezik a sebesség négyzetének és a tömegpont mozgása által leírt kör ( pálya ) sugarának a hányadosával, vagy más módon számolva a szögsebesség négyzetének és a sugárnak a szorzatával:
{\displaystyle a_{cp}={v^{2} \over r}=\omega ^{2}\cdot r}
Ez az állandó nagyságú, de folytonosan változó irányú gyorsulás az ún. centripetális gyorsulás (más néven normális vagy radiális gyorsulás).

## Fordítás
Ez a szócikk részben vagy egészben  a   Zentripetalkraft című német Wikipédia-szócikk fordításán alapul.  Az eredeti cikk szerkesztőit annak laptörténete sorolja fel. Ez a jelzés csupán a megfogalmazás eredetét és a szerzői jogokat jelzi, nem szolgál a cikkben szereplő információk forrásmegjelöléseként.